# Ufhoven
Ufhoven  is een dorp in de Duitse gemeente Bad Langensalza in het Unstrut-Hainich-Kreis in Thüringen. Het dorp wordt voor het eerst genoemd in de elfde eeuw. Het werd in 1950 toegevoegd aan Bad Langensalza en is inmiddels vrijwel geheel met die stad aaneen gegroeid.
Aschara · Eckardtsleben · Großwelsbach · Grumbach · Illeben · Klettstedt · Merxleben · Nägelstedt · Thamsbrück · Ufhoven · Waldstedt · Wiegleben · Zimmern